# لي ويفينغ
لي ويفينغ، من مواليد 1 ديسمبر 1978 تشانغتشون في الصين، لاعب كرة قدم صيني.
بدأ مسيرته الكروية مع نادي شينزهين بينغان في عام 1998، ولعب معهم حتى عام 2002، وشارك معهم في 92 مباراة وسجل 4 أهداف، وفي موسم 2002/2003 انتقل إلى نادي إيفرتون الإنجليزي، ولعب معهم مباراة واحدة، وفي عام 2003 انتقل إلى نادي شينزهين جيانليباو، ولعب معهم حتى عام 2005، وشارك معهم في 58 مباراة وسجل 4 أهداف، ومنذ عام 2006 وهو يلعب مع نادي شانغهاي شينهوا.
و هو يلعب مع منتخب الصين لكرة القدم.

## روابط خارجية
- لي ويفينغ على موقع الاتحاد الدولي (مؤرشف)  (الإنجليزية)
- لي ويفينغ على موقع دوري كوريا الجنوبية (الإنجليزية)
- لي ويفينغ على موقع قاعدة بيانات كرة القدم.إي يو (الإنجليزية)
- لي ويفينغ على موقع ناشيونال فوتبول تيمز (الإنجليزية)
- لي ويفينغ على موقع Soccerway.com (الإنجليزية)
- لي ويفينغ على موقع عالم كرة القدم.نت (الإنجليزية)
- لي ويفينغ على موقع كووورة
- لي ويفينغ على موقع أوليمبيديا (الإنجليزية)